# Martin Gramp
Martin Gramp est un sculpteur du XVIe siècle, originaire de Lindau au bord du lac de Constance, actif à Fribourg entre 1508 et 1524, où il dirigeait un atelier. 

## La sculpture à Fribourg auXVIesiècle
Vers 1500, la ville de Fribourg devint un centre régional de production de sculptures. Plusieurs sculpteurs s’installèrent dans ce bourg de la Sarine et créèrent en quelques décennies un grand nombre de sculptures de qualité considérable. D’un point de vue formel et technique, ils prirent pour modèles les plus grands maîtres européens de leur période : Tilman Riemenschneider à Würzburg, Michel Erhart et Niklaus Weckmann à Ulm, Jörg Lederer à Kaufbeuren ou les successeurs de Niclaus Gerhaert à Strasbourg. Les sculpteurs actifs à Fribourg livrèrent surtout les alentours proches. Ils travaillèrent néanmoins aussi pour Berne, Soleure ou Zurich et exportèrent occasionnellement leurs œuvres jusqu’en France ou en Italie.

## Les ateliers
Les sculpteurs du Moyen Âge travaillaient en atelier. Aux côtés du maître se trouvaient un à deux compagnons formés ainsi qu’un apprenti actif. Nous pouvons souvent attribuer les sculptures à un atelier précis grâce aux sources écrites, mais aussi aux critères stylistiques et techniques. A Fribourg, au XVIe siècle, on connaît cinq ateliers importants dirigés par : le Maître aux gros nez (1503-1508), Hans Roditzer (1504-1521), Martin Gramp (1508-1524), Hans Geiler (1513-1534) et Hans Gieng (1524-1562). 
Les sculpteurs du Moyen Âge créaient généralement leurs œuvres sur commande. Les commanditaires – riches bourgeois, hauts clercs, corporations, paroisses ou la ville elle-même – avaient une grande influence sur la forme et le contenu de l’œuvre : ils décidaient de la taille, choisissaient le matériau et définissaient ce qui devait être représenté. 
La production de sculptures médiévales et de retables était réglée par un contrat, occasionnellement accompagné d’un projet dessiné, en allemand« Riss » . Pour les sculptures indépendantes ou les reliefs, le sculpteur prenait pour modèle des gravures ou des compositions connues, développées au sein de l’atelier. Les sculptures terminées étaient en général entièrement polychromées. Le peintre complétait le travail du sculpteur avec de nombreux détails.
Dans les villes moyennes, tel Fribourg, les sculpteurs ne se limitaient pas à la production de sculptures proprement dites. Ils équipaient les bâtiments significatifs de lambris et plafonds en bois, produisaient des meubles de luxe et fournissaient des modèles pour des plaques de poêles en fonte ou en catelles, ainsi que parfois pour des sculptures en bronze. Ils réalisaient même de simples modèles d’arquebuses ou de briques, des réparations de sculptures, ou encore de très modestes rapiècements.

## Biographie
Martin Gramp, fils de Gallus Donornen, alias Gramp de Lindau (lac de Constance) arriva à Fribourg en 1508. Il est cité très régulièrement dans les sources fribourgeoises jusqu’en 1524, principalement en tant que sculpteur, mais aussi ébéniste, ou plus rarement menuisier. En 1509, il acquit une maison à côté de l’église Saint-Nicolas. Le conseil de la ville payait chaque année son loyer. En 1518, il obtint la bourgeoisie de Fribourg. La ville paya pour la dernière fois son loyer en 1524, année marquant probablement son décès.

## Style
Les sculptures de son atelier sont d’expression rustique. Il renonce à l’allongement du corps typiquement gothique et crée des sculptures aux proportions réalistes. On notera notamment que dans le retable du maître-autel de l’église de Saint-Jean, le sculpteur a mis l’accent sur les caractéristiques individuelles des personnages représentés afin de les différencier. Ceux-ci n’apparaissent pas telles des figures idéalisées inaccessibles, mais comme des compagnons vivants. Quant au Christ des Rameaux, il est au contraire très idéalisé, son visage peut carrément être qualifié d’iconique.
Un détail particulier permet de reconnaître les œuvres de son atelier, il s’agit du traitement des cheveux : les mèches légèrement agitées finissent par de courtes boucles, qui ne se terminent pas en pointe, mais semblent avoir été coupées. La forme de la tête de ces sculptures est très particulière : malgré une grande variation de leur largeur, elles ont toutes un format allongé et s’élargissent à l’arrière de façon frappante. De plus, les fronts sont fortement bombés sur les côtés. 
Les visages sont marqués par des yeux aux formes différentes et aux paupières imposantes, des fortes pattes-d’oie et de légers cernes. Le nez est généralement court et large, marqué par un creux vertical à sa racine. Les lèvres sont charnues, le menton petit et arrondi.

## Technique
Techniquement, on relèvera le soin particulier que Martin Gramp met à choisir ses matériaux. Les pièces rapportées sont rares, les mains sont occasionnellement chevillées dans la manche. Sur ces sculptures, on trouve un grand nombre de « flipots », il s’agit d’une technique de réparations de fêlures avec des coins de bois. Les évidements au dos des sculptures, quant à elles, sont taillées de façon grossière.

## La place de l’atelier de Martin Gramp dans l’histoire de l’art
En raison de l'origine de Gramp de Lindau, on a voulu trouver les références des œuvres de son atelier dans la sculpture souabe, mais en vain. On trouve bien plus de ressemblances entre ses œuvres et la sculpture de Basse-Franconie, en particulier avec l’atelier de Hans Seyfer ou de Tilman Riemenschneider. Le Christ des Rameaux semble suivre le type de la Vera Icona de Saint-Pierre de Rome, déclinée en de nombreuses versions. Les sculptures de l’église de Saint-Jean à Fribourg rappellent l’art de la Souabe supérieure de la fin du XVe au début du XVIe siècle.

## Œuvres de l’atelier de Martin Gramp
- Christ des rameaux de l’église Saint-Nicolas de Fribourg, 1513-1514, Musée d’art et d’histoire Fribourg (MAHF 3195)
- Crucifix, 1508, Hôtel de ville, Fribourg
- Le retable du maître-autel de l’église Saint-Jean de Fribourg: Vierge à l’enfant, saint Jean-Baptiste et saint Jean l’Evangéliste, bustes de saint Pierre et saint Paul, 1514, église Saint-Jean, Fribourg
- Bras reliquaires de saint Jean-Baptiste et saint Jean l’Evangéliste, vers 1515, église Saint-Jean, Fribourg
- Buste d’homme à la coupe/Cul de lampe, vers 1510-1515, Musée d’art et d’histoire Fribourg (MAHF 7387)
- Saint Christophe, vers 1515, Musée d’art et d’histoire Fribourg (MAHF 2447)